# Деггендорф (район)
Деггендорф (нем. Deggendorf) — район в Германии. Центр района — город Деггендорф. Район входит в землю Бавария. Подчинён административному округу Нижняя Бавария. Занимает площадь 861,13 км². Население — 117 492 чел. Плотность населения — 136 человек/км².
Официальный код района — 09 2 71.
Район подразделяется на 26 общин.

## Города и общины

Муниципалитеты района Деггендорф (Бавария)

### Города
1. Деггендорф (31 260)
2. Остерхофен (12 084)
3. Платтлинг (12 589)

### Ярмарки
1. Винцер (3 899)
2. Меттен (4 359)
3. Хенгерсберг (7 634)
4. Шёльнах (5 126)

### Общины
1. Ахольминг (2 363)
2. Ауэрбах (2 138)
3. Аусернцелль (1 438)
4. Бернрид (4 915)
5. Буххофен (980)
6. Валлерфинг (1 380)
7. Граттерсдорф (1 400)
8. Графлинг (2 785)
9. Иггенсбах (2 105)
10. Кюнцинг (3 224)
11. Лаллинг (1 610)
12. Мос (2 170)
13. Нидеральтайх (1 905)
14. Оберпёринг (1 157)
15. Отцинг (1 969)
16. Оффенберг (3 359)
17. Хундинг (1 243)
18. Шауфлинг (1 462)
19. Штефанспошинг (3 039)

### Объединения общин
1. Административное сообщество Лаллинг
2. Административное сообщество Мос
3. Административное сообщество Оберпёринг
4. Административное сообщество Шёльнах

## Население
По оценке на 31 декабря 2015 года население района Деггендорф составляет 116 596 чел. 

| Дата      | 1840  | 1871  | 1900  | 1925  | 1939  | 1950   | 1961  | 1970  | 1987   | 2011   |
| --------- | ----- | ----- | ----- | ----- | ----- | ------ | ----- | ----- | ------ | ------ |
| Население | 47121 | 55697 | 61597 | 69401 | 74833 | 100040 | 89226 | 95827 | 101436 | 114454 |

| Год       | 1960  | 1970  | 1980   | 1990   | 2000   | 2009   | 2010   | 2011   | 2012   | 2013   | 2014   | 2015   |
| --------- | ----- | ----- | ------ | ------ | ------ | ------ | ------ | ------ | ------ | ------ | ------ | ------ |
| Население | 88841 | 96460 | 100395 | 106653 | 115532 | 116851 | 117005 | 114690 | 114733 | 115374 | 115699 | 116596 |

## Внешние ссылки
- Официальная страница (нем.)